# Parlami di te (singolo)
Parlami di te è il singolo di debutto del cantautore italiano Maninni, pubblicato il 20 aprile 2017.

## Descrizione
Il brano, scritto dallo stesso cantautore e composto da lui stesso con Walter Suray, è prodotto da Andrea Fusini.

## Video musicale
Il video musicale è stato pubblicato in concomitanza all'uscita del brano attraverso il canale YouTube del cantautore e ha visto la partecipazione della ballerina italiana Giulia Pelagatti.

## Tracce
Testi di Alessio Mininni, musiche di Alessio Mininni e Walter Suray.
1. Parlami di te – 3:23